# Dolichallabes
Dolichallabes is een monotypisch geslacht van straalvinnige vissen uit de familie van de kieuwzakmeervallen (Clariidae).

## Soort
- Dolichallabes microphthalmus Poll, 1942